# 斯洛特 (加利福尼亞州)
斯洛特（英語：Sloat）是位於美國加利福尼亞州普盧默斯縣的一個非建制地區。該地的面積和人口皆未知。

## 地理
斯洛特的座標為39°52′00″N 120°43′39″W / 39.86667°N 120.72750°W，而該地的平均海拔高度為1259米（即4131英尺）。